# Vijeće turkofonih država
██ Članice
██ Moguće članice u budućnosti
Vijeće turkofonih država (azer. Türk Şurası, kaz. Түркі кеңесі, kir. Түрк кеңеш, tur. Türk Keneşi, eng. Turkic Council) je međunarodna organizacija koja okuplja turkofone države. Osnovana je u Nahčivanu 3. listopada 2009. godine. Vijeće čine četiri nezavisne države Turska, Azerbajdžan, Kazahstan i Kirgistan, a preostale dvije turkofone države Uzbekistan i Turkmenistan iako nisu punopravni članovi usko su vezani s radom Vijeća. Organizacija je zamišljena s ciljem jačeg povezivanja i intenzivnije suradnje među državama članicama. Sjedište organizacije je u Istanbulu, skupština održava sjednice u Bakuu, a sjedište Akademije vijeća nalazi se u Astani.

## Vanjske poveznice
- Službene stranice Vijeća  Arhivirana inačica izvorne stranice od 6. studenoga 2011. (Wayback Machine)